# Róisín McGettigan
Róisín McGettigan (* 23. August 1980 in Wicklow) ist eine ehemalige irische Leichtathletin, die sich auf den Hindernislauf spezialisiert hat. Ihren größten Erfolg feierte sie jedoch mit dem Gewinn der Bronzemedaille über 1500 Meter bei den Halleneuropameisterschaften 2009 in Turin. Zudem ist sie aktuell Inhaberin des Landesrekordes über 3000 m Hindernis.

## Sportliche Laufbahn
Erste Erfahrungen bei internationalen Meisterschaften sammelte Róisín McGettigan im Jahr 2001, als sie bei den U23-Europameisterschaften in Amsterdam in 10:46,66 min den zehnten Platz über 3000 m Hindernis belegte. 2005 schied sie bei den Halleneuropameisterschaften in Madrid mit 4:35,04 min in der Vorrunde im 1500-Meter-Lauf aus und im August schied sie bei den Weltmeisterschaften in Helsinki mit 9:56,31 min im Vorlauf im Hindernislauf aus. Kurz darauf belegte sie bei der Sommer-Universiade in Izmir in 10:07,58 min den sechsten Platz und gelangte beim IAAF World Athletics Final in Monaco mit 9:46,12 min auf Rang neun. Im Jahr darauf wurde sie bei den Hallenweltmeisterschaften in Moskau in 9:28,85 min 13. im 3000-Meter-Lauf und im August kam sie bei den Europameisterschaften in Göteborg mit 9:47,37 min nicht über den Vorlauf über 3000 m Hindernis hinaus. Im September belegte sie dann beim World Athletics Final in Stuttgart in 9:52,85 min den achten Platz. 2007 gelangte sie bei den Weltmeisterschaften in Osaka mit 9:39,80 min im Fiale auf Rang zehn und anschließend wurde sie beim World Athletics Final in Stuttgart in 9:35,86 min Zweite hinter der Kenianerin Eunice Jepkorir Kertich. Im Jahr darauf gelangte sie bei den Olympischen Sommerspielen in Peking mit 9:55,89 min im Finale auf den 13. Platz. 2009 gewann sie bei den Halleneuropameisterschaften in Turin in 4:11,58 min die Bronzemedaille über 1500 Meter hinter der Spanierin Natalia Rodríguez und Sonja Roman aus Slowenien, nachdem die ursprüngliche Siegerin Anna Alminowa aus Russland nachträglich wegen eines Dopingverstoßes disqualifiziert worden war. Im August schied sie bei den Weltmeisterschaften in Berlin mit 9:59,10 min in der Vorrunde über 3000 m Hindernis aus. 2012 beendete sie dann ihre aktive sportliche Karriere im Alter von 32 Jahren.
In den Jahren 2003 und 2008 wurde McGettigan irische Meisterin im 1500-Meter-Lauf sowie 2006 im 800-Meter-Lauf und 2007 über 3000 m Hindernis.

## Persönliche Bestleistungen
- 800 Meter: 2:04,9 min, 1. August 2003 in Bangor
  - 800 Meter (Halle): 2:05,91 min, 7. Februar 2003 in Boston
- 1500 Meter: 4:10,34 min, 5. Juli 2003 in Cork
  - 1500 Meter (Halle): 4:11,58 min, 7. März 2009 in Turin
  - Meile (Halle): 4:30,06 min, 7. Februar 2009 in Boston
  - 3000 Meter (Halle): 9:03,11 min, 28. Januar 2006 in Boston
- 3000 m Hindernis: 9:28,29 min, 28. Juli 2007 in Heusden-Zolder (irischer Rekord)